# Волков, Игорь Владимирович (хоккеист)
Игорь Владимирович Волков (24 января 1983, Уфа) — российский хоккеист, крайний нападающий.

## Биография
Воспитанник уфимского хоккея. Начал карьеру в 2000 году в составе «Салавата Юлаева». В 2003 году на драфте НХЛ был выбран в 8 раунде под общим 246 номером клубом «Нью-Йорк Айлендерс». Конец сезона 2004/05 провёл в московском «Динамо», с которым стал чемпионом страны. По окончании сезона вернулся в Уфу, где был одним из самых стабильных форвардов. В 2008 году во вторый раз завоевал золотые медали российского первенства — с «Салаватом Юлаевым».
Вскоре Волков принял предложение омского «Авангарда», где он стал самым высокооплачиваемым игроком. Спустя два года вновь стал выступать в уфимском клубе. Однако сезон 2010/11 для Волкова не задался, и 20 декабря 2010 года он вновь стал игроком «Авангарда», в составе которого набрал 5 (3+2) очков в 27 матчах.
6 мая 2013 года подписал двухлетний контракт с московским «Спартаком». 7 мая 2014 года заключил контракт с московским ЦСКА на один год, в составе которого выиграл регулярный чемпионат КХЛ, став трёхкратным чемпионом России.

### Сборная
В составе сборной России Волков принимал участие в трёх этапах Еврохоккейтура в сезоне 2006/07. Всего на его счету 4 (2+2) очка в 9 матчах.

## Достижения
- Чемпион России (3): 2005, 2008, 2015
- Финалист Кубка Гагарина 2012

## Статистика
| Легенда | Легенда                    | Легенда | Легенда                   | Легенда | Легенда    |
| ------- | -------------------------- | ------- | ------------------------- | ------- | ---------- |
| И       | Количество проведённых игр | Штр     | Штрафное время            | +/−     | Плюс-минус |
| Г       | Голы                       | П       | Голевые передачи          | О       | Очки       |
| -       | Статистика неизвестна      | —       | Статистика не учитывалась |         |            |